# Harry Potter og Hemmelighedernes Kammer
|  | Denne artikel omhandler romanen. For filmen, se Harry Potter og Hemmelighedernes Kammer (film) |
Harry Potter og Hemmelighedernes Kammer er den anden roman i serien om Harry Potter, der er skrevet af J. K. Rowling. Historien følger Harrys andet år på Hogwarts, hvor en række beskeder dukker op på skolens vægge. Beskederne fortæller, at "Hemmelighedernes Kammer" er blevet åbnet og at "Slytherins arvetager" vil dræbe alle de elever, som stammer fra Muggler-familier. Disse trusler bliver efterfulgt af angreb, hvilket efterlader ofrene forstenede. Gennem året undersøger Harry og hans venner, Ron Weasley og Hermione Granger, angrebene og Harry står til sidst ansigt til ansigt med Romeo G. Detlev Jr., som er Lord Voldemort, der forsøger at genvinde sin fulde styrke.
Romanen blev udgivet i Storbritannien den 2. juli 1998 af Bloomsbury og i USA den 2. juni 1999 af Scholastic Inc. Selvom Rowling havde svært ved at færdiggøre romanen, blev den meget rost og vandt flere priser af anmelderne, unge læsere og af bogindustrien, selvom nogle anmeldere mente, at historien måske var for voldsom for mindre børn. Nogle religiøse autoriteter har fordømt romanen på grund af dens magiske elementer, mens andre har rost, at den lægger stor vægt på selvopofrelse og hvordan en persons karakter er et resultat af personens valg.
Flere anmeldere har noteret, at personlig identitet er et stærkt emne i romanen, og at den tager problemerne med racisme op gennem brugen af ikke-magi, ikke-menneskelige og ikke-levende karakterer. Nogle anmeldere så dagbogen som en advarsel imod ukritisk accept af informationer fra kilder, hvis motiver og pålidelighed ikke kan tjekkes, samt at institutionelle autoriteter er selviske og inkompetente.
Filmversionen af samme navn fra 2002, blev den tredje film til at overskride 3,5 mia. kr i internationale billetindtægter og modtog generelle rosende anmeldelser. Videospil, som frit blev baseret på Harry Potter og Hemmelighedernes Kammer, blev udgivet til forskellige platforme og modtog for det meste rosende anmeldelser.

## Handling
Efter at have tilbragt en elendig sommer hos sin Dursley-familien, bliver Harry, under et middagsselskab arrangeret af hans tante og onkel, opsøgt af husalfen Dobby. Dobby fortæller, at det er hans skyld, at Harry ikke har modtaget breve fra sine venner Ron og Hermione i håb om, at han ville tro, at de havde glemt ham og derfor ikke vil tage tilbage til Hogwarts. Ifølge Dobby vil skoleåret byde på forfærdelige ting. Harry afviser høfligt advarslen, hvilket får Dobby til at skabe ravage i køkkenet, hvilket gør Dursleyerne rasende. Som straf for ydmygelserne til middagsselskabet, låser Dursleyerne Harry inde på hans værelse. Harry bliver reddet af sin ven Ron Weasley og hans brødre Fred og George i en flyvende bil og tilbringer resten af sommeren i Weasleyernes hjem.
Da Harry bruger Susepulver for at komme til Diagonalstræde, ender han i Tusmørkegyden. Mens der foretages indkøb i Diagonalstræde med Weasleyerne, møder Harry Glitterik Smørhår, en troldmand der er kendt for heltemodige bedrifter samt den nye lærer i Forsvar mod Mørkets Kræfter på Hogwarts, der forlanger at få taget et billede sammen med Harry. Harry støder derefter ind i Lucius Malfoy, et Hogwarts-bestyrelsesmedlem og far til Harrys skolefjende, Draco, som kommer op og skændes med Rons far, da han fornærmer Weasley-familien. Som Harry er ved at gøre sig klar til at vende tilbage til Hogwarts, finder han og Ron ud af, at de ikke er i stand til at gå igennem den hemmelige indgang til Perron 9¾, så de tager Weasleyernes flyvende bil til Hogwarts. De lander uheldigvis i skolens slagpoppel, hvilket de med nød og næppe slipper levende fra. De får efterfølgende eftersidninger af Professor McGonagall for at have vist sig i det flyvende køretøj for mugglere.
Smørhår viser sig hurtigt at være en inkompetent lærer, som hellere vil undervise sine elever i hans personlige bedrifter end den egentlige undervisning. Ved Halloween har nogen forstenet Filchs kat Madam Norris og har skrevet med blod på væggen, at "Hemmelighedernes Kammer" er blevet åbnet. Kort tid før angrebet på katten, hører Harry en mystisk stemme, som han ikke er i stand til at finde ud af hvor kommer fra. Første gang er under en eftersidning, anden gang under en fest få øjeblikke før katten bliver angrebet og tredje gang før en Quidditch-kamp. Efter angrebet på katten bliver alle på skolen alarmeret og sendt tilbage til deres kollegier. Harry, Ron og Hermione Granger finder ud af, at en af Hogwarts' grundlæggere, Salazar Slytherin, forlod skolen efter at have erklæret at han ikke ville undervise i muggler-fødte børn i magi. Ifølge legenden havde Slytherin i skjul bygget Hemmelighedernes Kammer, hvilket højst sandsynlig holder et monster indespærret, som kun Slytherins arvetager kan styre.
Fordi trioen mistænker Draco for at være Slytherins arvetager, begynder de at lave Polyjuice-Eliksir, en drik som gør det muligt for dem at skifte udseende. Under skoleårets første Quidditch-kamp bliver Harry jagtet af en Smasher. Harry falder af sin kost og brækker armen, og Smørhår kommer efterfølgende ved et uheld til at fjerne knoglerne i hans arm i stedet for at hele dem. Om natten overnatter Harry på skadestuen, Dobby kommer og besøger ham. Dobby indrømmer, at det var ham, der havde blokeret indgang til Perron 9¾, samt fået Smasheren til at jagte Harry under dagens kamp, blot for at få ham til at forlade Hogwarts. Kort efter bliver en førsteårselev, Colin Creevy, angrebet.
Som en del af undervisningen starter Smørhår en duelleringsklub: Under det første møde skræmmer Harry både sig selv og sine kammerater ved at tale Slangehvisken til en slange. Harrys evne skræmmer de andre fordi Salazar Slytherin også var i stand til tale Slangehvisken, og hans rette arvetager ville have samme evne. Harry kommer under nærmere mistanke, da han snubler over Justin Finch-Fletchley og Næsten Hovedløse Nicks forstenede kroppe.
Til jul bruger Harry og Ron den færdige Polyjuice-Eliksir til at forvandle dem selv til Dracos venner Crabbe og Goyle. Hermione skulle have været Polly Pitbull, men var kommet til at tage nogle kattehår i stedet, så hun er ikke i stand til at gå ud. Harry og Ron finder ud af, at Draco er ikke Slytherins arvetager, men han afslører dog at kammeret har været åbnet før. I en kort periode sker der ikke flere angreb, før Valentins Dag, hvor Harry finder en dagbog på et oversvømmet pigetoilet. Han skriver i den, hvilket får den til at svare ham tilbage. Gennem denne dialog møder Harry Romeo G. Detlev Jr., en dreng som mange år tidligere havde anklaget Hagrid, Hogwarts' pedel, for at have åbnet Hemmelighedernes Kammer og lukke et enormt monster frit, der dræbte en pige. En dag da Harry vender tilbage til sin sovesal, finder han sin seng gennemrodet og dagbogen er væk.
Senere bliver Hermione og en Ravenclaw-pige, Penolope Clearwater, fundet forstenede. Harry og Ron opsøger nu Hagrid for at udspørge ham om Hemmelighedernes Kammer. Men førend de når det, er Hagrid blevet sendt til Azkaban af ministeren for magi, Cornelius Fudge, under anklagen at have åbnet kammeret; Imens lykkes det Lucius Malfoy at få Hogwarts' rektor Albus Dumbledore fjernet fra sin post, for ikke at kunne have stoppet angrebene. På sin vej væk når Hagrid at fortælle drengene, at de skal "følge edderkopperne", også vil de løse mysteriet. Harry og Ron sniger sig ind i Den Forbudte Skov for at følge edderkopperne. De finder ud af, at det monster, som dræbte en pige 50 år tidligere, ikke var en edderkop og at Hagrid derfor er uskyldig. Drengene bliver næsten dræbt af en koloni af kæmpeedderkopper. Godt hjulpet på vej af familien Weasleys flyvende bil, lykkes det dem at flygte og da drengene kommer tilbage på skolen, indser de, at må være spøgelset Hulkende Hulda, der hjemsøger pigetoilettet, der er den dræbte pige.
Et par dage senere finder Ron og Harry et stykke papir med beskrivelsen af en basilisk, en gigantisk slange, som dræber alt der ser den direkte i øjnene, i Hermiones forstenede hånd. De udleder af dette, at monstret i Kammeret er en basilisk, og den har bevæget sig rundt på skolen via rør i væggene, hvilket også forklarer hvorfor Harry har kunnet høre dens slangehvisken flere gange. Angrebenes ofre er stadig i live, men forstenede, fordi de ikke så basilisken direkte i øjnene. Før drengene kan nå at fortælle om deres viden til lærerne, kommer det frem at Rons søster, Ginny er blevet taget ind i Kammeret. Smørhår ankommer og presset af de andre lærere, indvilliger han i at gå ind i kammeret og kæmpe mod det ukendte monster. Harry og Ron fortæller ham, hvad de ved, kun for at indse, at han er en bedrager, der blot har løjet om sine bedrifter. De tvinger ham med ind i kammeret for at redde Ginny.
Trioen finder ud af, at indgangen til Kammeret findes på Huldas toilet og at Harrys Slangehvisken åbner det. Inde i kammeret stjæler Smørhår Rons tryllestav og forsøger at slette de to drenges hukommelse, for at kunne bevare sine hemmeligheder. Rons tryllestav er dog ødelagt, hvilket gør, at det er Smørhår, som bliver ramt af hukommelsestabsforbandelsen. Et stenskred adskiller Harry fra Ron og Smørhår, så Harry må fortsætte resten af vejen alene.
Harry finder Ginnys bevidstløse krop, som den næsten fysiske form af Romeo Gåde. Gåde forklarer, at Ginny har talt med ham gennem dagbogen og på den måde har kunnet besætte hendes krop og bruge hende til styre basilisken. Ginny bliver efterhånden mistroisk overfor dagbogen og prøver at slippe af med den ved at putte den i et toilet, hvor den bliver fundet af Harry. Ginny har senere stjålet dagbogen fra Harry, fordi hun var bange for Harry skulle finde ud af, at det var hende, som stod bag angrebene. Gåde tvang hende til at gå ind i Kammeret, og på den måde besætte hendes krop for at få en fysisk form. Gåde afslører, at Romeo G. Detlev Jr. er et anagram, selvom det er hans rigtige navn "Jeg er Voldemort", som er den troldmand, der dræbte Harrys forældre elleve år tidligere, og han sætter basilisken efter ham.
Lige som det ser ud som om Harry er ved at blive dræbt af basilisken, dukker Fawkes, Dumbledores kælefønix, op og blinder basilisken og fratager den dets dødelige blik. Fawkes taber også skolens Fordelingshat, fra hvilken Harry trækker et sværd og bruger det til at dræbe basilisken med. I dødsstødet gennemborer en af hugtænderne Harrys arm og Harry bliver reddet af Fawkes' tårer, da en fønix' tårer har helende kræfter. Harry gennemborer derefter dagbogen med basiliskens hugtand, hvilket dræber Gåde og redder Ginny. Harry og Ginny finder Ron og Smørhår og bliver alle fløjet ud af Kammeret af Fawkes. Da de vender tilbage til skolen, finder de ud af, at Dumbledore er blevet genindsat som rektor.
Efter at Harry har forklaret alt til Dumbledore, braser Lucius Malfoy ind på Dumbledores kontor. Der hentydes, at det var ham, der havde puttet Gådes dagbog ned i Ginnys kedel den dag i Diagonalstræde, i håb om at sætte Dumbledore og Weasleyerne i et dårligt lys. Efter at have fundet ud af, at Mr. Malfoy er Dobbys herre, narrer Harry ham til at løsgive Dobby ved at gemme en sok i dagbogen (givent tøj er det eneste der kan sætte en husalf fri). Alle de forstenede ofre bliver kureret af en mandrakeeliksir, Smørhår bliver sendt til et troldmandshospital, mens han genfinder sine minder og Hagrid vender tilbage til skolen.

## Hemmelighedernes Kammer
Hemmelighedernes Kammer er et kammer, der ligger skjult under Hogwarts. Det blev bygget af Salazar Slytherin, der var en af de fire stiftere af Hogwarts.
Tre af stifterne af Hogwarts (Godric Gryffindor, Helga Hufflepuff og Rowena Ravenclaw) levede fredeligt med hinanden, men ikke Slytherin. Han mente, at det kun var børn med magiker-forældre, der skulle optages, dvs. fra såkaldte fuldblodsfamilier. Børn af ikke-magiker-forældre (såkaldte mugglerfødte) skulle derimod ikke optages på Hogwarts. Da han ikke kunne overtale de andre, besluttede han at forlade Hogwarts. Inden sin afgang fra skolen byggede han Hemmelighedernes Kammer, som han forseglede. Indgangen til Kammeret kunne kun åbnes ved slangehvisken. Dette skulle sikre, at det kun var Slytherins arvtager, som kunne komme ind i Kammeret. Indgangen kunne genkendes ved et mærke, der forestillede en slange; den findes i rørene i pigernes toilet på 2. sal. Spøgelset Hulkende Hulda hjemsøger toilettet.
Ifølge historien blev kammeret sidst åbnet af Romeo G. Detlev Jr. Dengang blev Kammeret efterfølgende forseglet indtil han igen kunne åbne det. Mens Harry og hans venner er på deres andet år på Hogwarts, anvender Detlev sin dagbog (som senere afslører flere hemmeligheder end den om kammeret) til at komme føelsesmæssigt tæt på Ginny Weasley for derved at kunne tage kontrol over hende, som han så kan få hende til at åbne kammeret. Dér havde Detlev gemt en basilisk, som skulle hjælpe med at udrydde de mugglerfødte elever. Basilisken er en kæmpe slange, og i historien dør enhver, der ser den i øjnene. Derudover er det farligt at blive bidt af slangens hugtænder, der indeholder en gift der kun kan helbredes af en fønix' tåre.
Detlev bruger Ginny til at slå Hagrids haner ihjel, da deres galen er livsfarlig for basilisken. Han får hende også til at skrive truende beskeder på skolens mure. Således kan basilisken angribe flere af skolens beboere, der dog ikke dør, men bliver forstenede i stedet; det viser sig, at kigger man uhyret i øjnene igennem noget, f.eks et kamera, ser den billede reflekteret i vand eller ser basilisken gennem et spøgelse, mindskes effekten af dens dræbende blik.

## Udgivelse og modtagelse

### Udvikling
Rowling havde svært ved at færdiggøre Harry Potter og Hemmelighedernes Kammer, fordi hun var bange for at den ikke ville kunne leve op til de forventninger, som var blevet skabt af Harry Potter og De Vises Sten. Efter at have afleveret manuskriptet til Bloomsbury til tiden, tog hun det tilbage og brugte yderligere seks uger på at revidere den.
I de første udkast sang spøgelset Næsten Hovedløse Nick en selvopfundet sang, der forklarede hans tilstand og omstændighederne vedrørende hans død. Dette blev dog skåret væk, da bogens udgiver ikke syntes om digtet, hvilket senere blev udgivet som ekstra materiale på J. K. Rowlings officielle webside. Dean Thomas' familiebaggrund blev taget ud, fordi både Rowling og hendes udgivere så det som et unødigt sidespring, og fandt Neville Longbottoms udvikling gennem bogen "mere vigtig for historien".

### Udgivelse
Harry Potter og Hemmelighedernes Kammer blev udgivet i Storbritannien den 2. juli 1998 og i USA den 2. juni 1999. Den indtog straks Storbritanniens bestsellerlisters første plads, og skubbede således populære forfattere som John Grisham, Tom Clancy, og Terry Pratchett ned ad listen, og gjorde Rowling til den første forfatter, der har vundet British Book Awards' "Children's Book of the Year"-pris to år i træk. I juni 1999 indtog den førstepladsen på tre af USA's bestsellerlister, bl.a. The New York Times'.
Første oplags bøger havde flere fejl, hvilket blev rettet i efterfølgende oplag. Oprindeligt sagde Dumbledore, at Voldemort var den sidste levende efterkommer af Salazar Slytherin, i stedet for hans efterfølger. Glitterik Smørhårs bøg omkring varulve havde på et tidspunkt titlen Weekends with Werewolves, og Wanderings with Werewolves senere i bogen.

### Kritisk respons
"Harry Potter og Hemmelighedernes Kammer" blev mødt med næsten universel ros. I The Times beskrev Deborah Loudon Harry Potter og Hemmelighedernes Kammer som en børnebog, der ville blive "læst om og om igen langt ind i voksenlivet" og fremhævede dens "stærke plot, indtagende karakterer, fremragende vittigheder og et moralsk budskab, som flyder naturligt fra historien". Fantasy-forfatteren Charles de Lint var enig, og syntes, at den anden Harry Potter-bog var lige så god som Harry Potter og De Vises Sten, hvilket er en sjældenhed i bogserier. Thomas Wagner mente, at plottet havde for meget til fælles med den første bog, da begge bøger sker ud fra at lede efter en hemmelighed, der er skjult på skolen. Han nød dog parodierne af de kendte og deres fans, især med hensyn til Glitterik Smørhår, og roste bogens håndtering af racisme. Tammy Nezol fandt bogen mere forurolig end forgængeren, især med henblik Harry og hans venners overilede opførsel efter Harry tilbageholder information fra Dumbledore, og i den menneskelignende opførsel af mandrakerne, der bruges til at kurere basiliskens forstenede ofre. Ikke desto mindre fandt hun den anden bog lige så underholdende den første.
Mary Stuart fandt den sidste konfrontation med Romeo Gåde i kammeret næsten lige så skræmmende som set i Stephen Kings bøger, og måske for voldsomt til yngre eller frygtsomme børn. Hun tilføjede også, at "der var nok overraskelser og fantasifulde detaljer, der ville kunne fylde fem almindelige bøger." Ligesom andre anmeldere, kunne hun forestille sig, at bogen ville kunne glæde både børn og voksne. Ifølge Philip Nel roste de første anmeldere bogen uden betænkeligheder, mens de senere indeholdt kritik, selvom de alle var enige om at bogen var enestående. 
Efter at alle syv bøger var blevet udgivet anså Graeme Davis Harry Potter og Hemmelighedernes Kammer som den svageste i hele serien, og var enig i at plottet var stort set det samme som i Harry Potter og De Vises Sten. Han mente også at Fawkes' pludselige optræden for at redde Harry som en deus ex machina: Han udtalte uddybende, at bogen ikke fortæller hvordan Fawkes vidste hvor Harry var og at Fawkes' timing skulle være meget præcis, da en tidligere ankomst formodentligt ville have forhindret kampen med basilisken, mens en senere ankomst ville have været fatal for både Harry og Ginny. Dumbledore forklarer dog i slutningen af bogen, at Harry må have vist ham stor loyalitet, og det var derfor Fawkes kom ham til undsætning. Timingen er heller ikke et problem, da Harry siger, at Dumbledore er den største troldmand nogensinde og Fawkes kommer umiddelbart bagefter. Dette forløb kan ses som fuldstændig logisk og realistisk.

### Religiøs respons
Religiøse kontroverser vedrørende Harry Potter og De Vises Sten, sammen med resten af Harry Potter-serien, stammer hovedsageligt fra påstande om, at romanen skulle indeholde okkulte eller sataniske undertoner. Efter man nogle steder i USA har villet forbyde bogen fra at blive brugt i undervisninger på skoler, har ledt til lejlighedsvise omtalte udfordringer, især fordi udøvelse af hekstkunstner er en regeringsanerkendt religion, mens at tillade bøgerne i folkeskolepensum bryder med den amerikanske lov om at holde kirke og stat adskilt. Serien lå øverst på American Library Associations "mest provokerende bøger"-liste fra 1999–2001.
Religiøs modstand blev også set i andre lande. De ortodokse kirker Grækenland og Bulgarien har lavet kampagner imod serien. Bøgerne er blevet bandlyst på skoler i Forenede Arabiske Emirater og kritiseret af den iranske statspresse.
Nogle religiøse reaktioner var positive. Emily Griesinger skrev, at fantasilitteratur hjælper børn til at overleve virkeligheden længe nok til at lære at håndtere den, hvilket kan ses i Harrys første tur gennem Perron 9¾, som en brug af tro og håb, samt hans møde med Fordelingshatten, som er et af mange møde gennem bogen, som former Harry efter de valg han tager. Hun bemærkede også Harrys mors selvopofrelse, som redder drengen i den første bog og gennem resten af serien, hvilket er den stærkeste "dybere magi", som overskrider den magiske "teknologi" for alle troldmænd og som den magtsyge Voldemort ikke forstår. Christianity Today udgav i januar 2000 en leder, der roste bøgerne og kaldte serien "Books of Virtues" (kan oversættes noget lignende af "Dydighedens Bøger") og hævdede, at, selvom "moderne heksekunst er en fangende og forførende falsk religion, som vi bør beskytte vores børn fra", leverer Harry Potter-bøgerne "vidunderlige eksempler på medfølelse, loyalitet, mod, venskab og endda selvopofrelse". "Lige så meget som de [bøgerne] er blevet angrebet fra en teologisk synsvinkel," udtaler Rowling, "er de blevet lovprist og blevet diskuteret fra prædikestolen, og det mest interessante og tilfredsstillende for mig er, at det er fra flere forskellige trosretninger."

### Priser og hædersbevisninger
Rowlings Harry Potter og Hemmelighedernes Kammer modtog flere priser. American Library Association satte romanen på listen over de 2000 mest betydningsfulde børnebøger,
som listen over bedste bøger for unge. I 1999 valgte Booklist at gøre Harry Potter og Hemmelighedernes Kammer til en af dens "Editors' Choices", samt at sætte den på deres top-ti over fantasi-romaner til unge. The Cooperative Children's Book center made the novel a CCBC Choice of 2000 in the "Fiction for Children" category. Romanen vandt også "Children's Book of the Year British Book Award", og var blandt favoritterne til en "Guardian Children's Award" og en "Carnegie Award" i 1998.
Harry Potter og Hemmelighedernes Kammer vandt i 1998 Nestlé Smarties Book Prize "Gold Medal" i kategorien 9–11 år. Rowling vandt også to andre Nestlé Smarties Book Prizes for Harry Potter og De Vises Sten, samt Harry Potter og Fangen fra Azkaban. Scottish Arts Council gav deres første "Children’s Book Award" til romanen i 1999, og den modtog også "Whitaker's Platinum Book Award" i 2001.

## Temaer
Harry Potter og Hemmelighedernes Kammer fortsætter granskningen af, hvad der gør en person til den han/hun er, som begyndte i den første bog. Såvel som at fortsætte tankerne om, at Harrys identitet skabes af hans valg mere end omstændighederne omkring hans fødsel, Harry Potter and the Chamber of Secrets provides contrasting characters who try to conceal their true personalities: as Tammy Nezol puts it, Gilderoy Lockhart "lacks any real identity" because he is nothing more than a charming liar. komplicerer Gåde Harrys kamp for at forstå sig selv, ved at nævne deres ligheder: "begge halvblods-forældreløse børn, der er vokset op i mugglerverdenen, og de er højst sandsynligt de eneste elever på Hogwarts, der har mestret Slangehvisken, siden den store Slytherin."
Modstand imod klasseopdeling, fordomme og racisme er fortsat temaer i serien. I Harry Potter og Hemmelighedernes Kammer udbredes Harrys omtanke og respekt for andre til den ydmyge, umenneskelige Dobby og til spøgelset Næsten Hovedløse Nick. Ifølge Marguerite Krause opnås resultater i romanen mere på baggrund af opfindsomhed og hårdt arbejde end naturlig talent.
Edward Duffy, en professor tilknyttet Marquette University, udtalte, at en af de mest centrale karakterer i Hemmelighedernes Kammer er en bog, Romeo Gådes fortryllede dagbog, der besætter Ginny Weasley – præcis som Gåde havde planlagt. Duffy ser dette som et forsøg fra Rowling om at advare imod, at man ukritisk godtager information fra kilder, der har deres egen agenda. Selvom Bronwyn Williams og Amy Zenger anså dagbogen mere som instant messaging eller som et chat-forumssystem, er de enige i farerne ved at tro for meget på det skrevne ord, hvilket forfatteren kan skjule sig bag og fremhæver det komiske eksempel med Glitteriks selvpromoverende bøger.
Udødelighed og portrætter af negative autoriteter er vigtige temaer i romanen. Marguerite Krause sagde, at der er nogle absolutte moralske regler i Harry Potters verden, for eksempel at Harry helst vil ty til sandheden, men lyver når han finder det nødvendigt  – hvilket han har til fælles med sin fjende Draco Malfoy. I slutningen af Hemmelighedernes Kammer bryder Dumbledore sit løfte om at straffe Harry, Ron og Hermione, hvis de brød flere af skolens regler – efter at Professor McGonagall har konstateret, at de har brudt over 100 – og belønner dem gavmildt for at have afværget truslen fra Hemmelighedernes Kammer. Krause skrev senere, at de autoritative figurer og politiske institutioner modtog meget lidt respekt fra Rowling. William MacNeil fra Griffith University, Queensland, Australien mener, at Ministeriet for Magi er præsenteret som en middelmådig institution. I hans artikel "Harry Potter And The Secular City" skrev Ken Jacobson, at Ministriet som helhed var præsenteret som et virvar af bureaukratiske imperier, ved at "Ministeriets embedsmænd havde travlt med bagateller (f. eks. med at standardisere tykheden på kedler) og danne politiske korrekte eufemismer såsom "ikke-magiske samfund" (i stedet for "mugglerverdenen") og "hukommelsesmodifikation" (i stedet for "hjernevask")."
Romanen skal forestille at tage sin begyndelse i 1992: kagen til fejringen af Næsten Hovedløse Nicks 500-års dødsdag har skriften "Sir Nicholas de Mimsy Porpington døde den 31. oktober 1492".

## Adaptationer

### Film
Filmversion af Harry Potter og Hemmelighedernes Kammer havde premiere i 2002. Chris Columbus instruerede filmen, og manuskriptet blev skrevet af Steve Kloves. Den blev den tredje film til at indtjene mere end 3,5 mia. kr. i internationale billetindtægter, efterfulgt af Titanic, der havde premiere i 1997, og Harry Potter og De Vises Sten, der havde premiere i 2001. Filmen blev nomineret til en Saturn Award i kategorien "Best Fantasy Film". Ifølge Metacritic, modtog filmversionen af Harry Potter og Hemmelighedernes Kammer "generelle rosende anmeldelser" med en gennemsnitlig score på 63%, og andre anmeldelsessider, bl.a. Rotten Tomatoes, gav den en score på 82%.

### Videospil
Videospil der blev frit baseret på bøgerne blev udgivet i 2002, for det mest udgivet af Electronic Arts, men udviklet af forskellige producere:
| Udgiver         | År   | Platform         | Type                  | Metacritic-score |
| --------------- | ---- | ---------------- | --------------------- | ---------------- |
| Electronic Arts | 2002 | MS Windows       | Rollespilsspil        | 77%              |
| Aspyr           | 2002 | Mac              | Rollespilsspil        | (not available)  |
| Electronic Arts | 2002 | Game Boy Color   | Rollespilsspil        | (not available)  |
| Electronic Arts | 2002 | Game Boy Advance | Adventure/puzzle-spil | 76%              |
| Electronic Arts | 2002 | GameCube         | Action/adventure      | 77%              |
| Electronic Arts | 2002 | PlayStation      | Rollespilsspil        | (not available)  |
| Electronic Arts | 2002 | PlayStation 2    | Action/adventure      | 71%              |
| Electronic Arts | 2002 | Xbox             | Action/adventure      | 77%              |